# Professional Darts Corporation
De Professional Darts Corporation of PDC is een dartsorganisatie die begin jaren 90 werd opgericht onder de naam  World Darts Council. De oprichters waren zestien professionele darters, onder wie voormalige BDO-Embassy-kampioenen Bob Anderson, Eric Bristow, John Lowe, Phil Taylor en Jocky Wilson. Zij hadden onenigheid met de BDO-organisatie en richtten daarop hun eigen bond op.
De PDC is een wereldwijde bond waar iedereen aan mee kan doen, net als de in 2020 opgeheven BDO. De BDO bleef in eerste instantie na de oprichting van de PDC bekender in Europa, maar naarmate de tijd vorderde en steeds meer nationale en internationale top-darters naar de PDC overstapten, verdrong de PDC qua populariteit de BDO. Er worden enkel nog de door de PDC georganiseerde toernooien uitgezonden op de Nederlandse en Belgische televisie. Alleen het World Darts Championship (Lakeside) en de Winmau World Masters van de BDO waren te zien op Eurosport. Vanwege deze populariteit en de uitzendingen op de commerciële zenders Sky Sports en RTL 7 bevat een wedstrijd veel onderbrekingen, waarbij de spelers ook het podium verlaten, waarna overgeschakeld wordt naar de reclame. Dit gebeurt meestal om de set of een bepaald aantal legs.

## PDC Order of Merit
De PDC hanteerde tot 2007 een rankingsysteem dat gebaseerd was op twee volledige jaargangen. Zodoende werden de in 'jaar 1' verworven punten na verloop van tijd vervangen door die van 'jaar 3', de van 'jaar 2' door van die 'jaar 4' enzovoort. Het voordeel van dit systeem is dat een darter na een slecht seizoen niet helemaal uit de ranking kon vallen, waardoor men niet meer aan bepaalde toernooien mee kon doen. Een nadeel hiervan was dat je lang op niveau moest presteren om hoog in de rangschikking te komen, het systeem bevoordeelde op deze manier de consistente betere spelers.
Vanaf het PDC World Darts Championship wordt de ranking bepaald door de Order of Merit, waarbij de rangschikking bij de PDC voortaan wordt besloten door de financiële opbrengsten gedurende twee volledige kalenderjaren.

## Bekende Nederlandse en Belgische leden bij de PDC
Nederland:
- Roland Scholten (1999-2013)
- Raymond van Barneveld (2006-2019, 2021-heden)
- Michael van Gerwen (2007-heden)
- Vincent van der Voort (2007-2024)
- Jelle Klaasen (2007-heden)
- Vincent Kamphuis (2009-heden)
- Dirk van Duijvenbode (2011-heden)
- Ron Meulenkamp (2014-heden)
- Jermaine Wattimena (2014-heden)
- Christian Kist (2014-heden)
- Benito van de Pas (2014-heden)
- Jeffrey de Zwaan (2015-heden)
- Jan Dekker (2015-heden)
- Jeffrey de Graaf (2016-heden)
- Berry van Peer (2016-heden)
- Jurjen van der Velde (2016-heden)
- Geert Nentjes (2016-heden)
- Jimmy Hendriks (2017-heden)
- Maik Kuivenhoven (2018-heden)
- Danny Noppert (2018-heden)
- Danny van Trijp (2018-heden)
- Wesley Plaisier (2019-heden)
- Kevin Doets (2019-heden)
- Niels Zonneveld (2019-heden)
- Martijn Kleermaker (2020-2023)
- Chris Landman (2022-heden)
- Danny Jansen (2022-heden)
- Luc Peters (2022-heden)
- Damian Mol (2022-heden)
- Richard Veenstra (2023-heden)
- Gian van Veen (2023-heden)
- Owen Roelofs (2023-heden)
- Martijn Dragt (2023-heden)

België:
- Kim Huybrechts (2011-heden)
- Ronny Huybrechts (2012-2024)
- Dimitri Van den Bergh (2014-heden)
- Mike De Decker (2014-heden)
- Geert De Vos (2019, 2021-heden)
- Brian Raman (2020, 2022-heden)
- Mario Vandenbogaerde (2022-heden)
- Robbie Knops (2023-heden)
- Andy Baetens (2024-heden)
- Stefaan Henderyck (2024-heden)

## Huidige toernooien

### World Championship
De World Championship is een individueel knock-outtoernooi dat jaarlijks wordt gehouden. Het toernooi start half december en eindigt begin januari. De PDC World Darts Championship is het grootste toernooi van de PDC met de grootste prijzenpot. Het toernooi werd tussen 1994 en 2007 gehouden in Circus Tavern, Purfleet. In 2008 veranderde de locatie in het grotere Alexandra Palace.
Phil Taylor domineerde dit toernooi jarenlang; hij won 14 van de 19 van de door hem bereikte finales tussen 1994 en 2018.
| aantal: | Darter:               | jaar:                                  |
| ------- | --------------------- | -------------------------------------- |
| 14      | Phil Taylor           | 1995–2002, 2004–2006, 2009, 2010, 2013 |
| 3       | Michael van Gerwen    | 2014, 2017, 2019                       |
| 2       | John Part             | 2003, 2008                             |
| 2       | Adrian Lewis          | 2011, 2012                             |
| 2       | Gary Anderson         | 2015, 2016                             |
| 2       | Peter Wright          | 2020, 2022                             |
| 1       | Dennis Priestley      | 1994                                   |
| 1       | Raymond van Barneveld | 2007                                   |
| 1       | Rob Cross             | 2018                                   |
| 1       | Gerwyn Price          | 2021                                   |
| 1       | Michael Smith         | 2023                                   |
| 1       | Luke Humphries        | 2024                                   |
| 1       | Luke Littler          | 2025                                   |

### The Masters
De Masters is een invitatietoernooi (het gewonnen prijzengeld wordt niet opgenomen in de Order of Merit) voor de top 24 van de PDC Order of Merit dat wordt georganiseerd door de Professional Darts Corporation (PDC). Het toernooi start en eindigt eind januari. De eerste editie werd gehouden van 1-3 november 2013 in het Royal Highland Centre in Edinburgh, Schotland. Vanaf de editie van 2025 breidt het deelnemersveld uit naar 32 spelers en wordt het prijzengeld wel opgenomen in de Order of Merit.
| aantal: | Darter:            | jaar:     |
| ------- | ------------------ | --------- |
| 5       | Michael van Gerwen | 2015-2019 |
| 1       | Phil Taylor        | 2013      |
| 1       | James Wade         | 2014      |
| 1       | Peter Wright       | 2020      |
| 1       | Jonny Clayton      | 2021      |
| 1       | Joe Cullen         | 2022      |
| 1       | Chris Dobey        | 2023      |
| 1       | Stephen Bunting    | 2024      |
| 1       | Luke Humphries     | 2025      |

### Premier League Darts
De Premier League of Darts is een toernooi van de PDC dat opgericht is in 2005. Gedurende 4 maanden spelen de top-4 van de PDC Order of Merit aangevuld met vijf invitatiespelers plus een wekelijks wisselende Challengespeler in een competitievorm wedstrijden tegen elkaar. Het toernooi start begin februari en eindigt half mei en wordt georganiseerd in verschillende plaatsen in het Verenigd Koninkrijk. Sinds 2016 wordt er ook in Nederland (Rotterdam Ahoy) gespeeld en sinds 2018 ook in Duitsland (Berlijn). In 2020 en 2021 had het toernooi een aangepaste vorm vanwege de coronacrisis.
| Aantal: | Darter:               | Jaar:                      |
| ------- | --------------------- | -------------------------- |
| 7       | Michael van Gerwen    | 2013, 2016–2019, 2022–2023 |
| 6       | Phil Taylor           | 2005–2008, 2010, 2012      |
| 2       | Gary Anderson         | 2011, 2015                 |
| 1       | James Wade            | 2009                       |
| 1       | Raymond van Barneveld | 2014                       |
| 1       | Glen Durrant          | 2020                       |
| 1       | Jonny Clayton         | 2021                       |
| 1       | Luke Littler          | 2024                       |
| 1       | Luke Humphries        | 2025                       |

### UK Open
De UK Open werd vanaf de oprichting in 2003 tot en met 2013 gehouden in het Reebok Stadion in Bolton. Het toernooi start en eindigt begin maart en vindt plaats in Butlin's Minehead, Minehead. De UK Open duurt 3 dagen en er nemen in totaal 168 spelers deel aan het toernooi. Het toernooi is een individueel knock-outtoernooi. Na elke ronde wordt er een loting gehouden waarbij er geen beschermde status is voor de geplaatste spelers, iedereen kan dus iedereen loten. Vanwege dit systeem van loten en omdat het toernooi gehouden wordt tussen de Premier League speeldagen door,  heeft dit toernooi de bijnaam ‘FA Cup van Darts’ gekregen.
| aantal: | Darter:               | jaar:                        |
| ------- | --------------------- | ---------------------------- |
| 5       | Phil Taylor           | 2003, 2005, 2009, 2010, 2013 |
| 3       | Michael van Gerwen    | 2015, 2016, 2020             |
| 3       | James Wade            | 2008, 2011, 2021             |
| 2       | Raymond van Barneveld | 2006, 2007                   |
| 1       | Roland Scholten       | 2004                         |
| 1       | Robert Thornton       | 2012                         |
| 1       | Adrian Lewis          | 2014                         |
| 1       | Peter Wright          | 2017                         |
| 1       | Gary Anderson         | 2018                         |
| 1       | Nathan Aspinall       | 2019                         |
| 1       | Danny Noppert         | 2022                         |
| 1       | Andrew Gilding        | 2023                         |
| 1       | Dimitri Van den Bergh | 2024                         |
| 1       | Luke Littler          | 2025                         |

### World Matchplay
De World Matchplay is een toernooi van de PDC dat jaarlijks wordt gespeeld in de Winter Gardens in de Engelse havenstad Blackpool. Het toernooi start half juli en eindigt eind juli. Sinds de oprichting in 1994 bezoeken jaarlijks ruim 2.000 toeschouwers het toernooi. De top-16 van zowel de PDC Order of Merit als de PDC Pro Tour Order of Merit (zowel Player Championship als European Tour Order of Merit) mogen deelnemen aan deze major. Ook de World Matchplay werd gedomineerd door Phil Taylor die tussen 1994 en 2017 het toernooi 16 keer wist te winnen. Sinds 2018 heet de beker waar om wordt gespeeld daarom de Phil Taylor Trophy. 
| Aantal: | Darter:               | Jaar:                                        |
| ------- | --------------------- | -------------------------------------------- |
| 16      | Phil Taylor           | 1995, 1997, 2000–2004, 2006, 2008–2014, 2017 |
| 3       | Michael van Gerwen    | 2015, 2016, 2022                             |
| 2       | Rod Harrington        | 1998, 1999                                   |
| 1       | Larry Butler          | 1994                                         |
| 1       | Peter Evison          | 1996                                         |
| 1       | Colin Lloyd           | 2005                                         |
| 1       | James Wade            | 2007                                         |
| 1       | Gary Anderson         | 2018                                         |
| 1       | Rob Cross             | 2019                                         |
| 1       | Dimitri Van den Bergh | 2020                                         |
| 1       | Peter Wright          | 2021                                         |
| 1       | Nathan Aspinall       | 2023                                         |
| 1       | Luke Humphries        | 2024                                         |
| 1       | Luke Littler          | 2025                                         |

### World Cup of Darts
De World Cup of Darts is opgericht in 2010. Het toernooi start eind mei en eindigt begin juni. Aan de World Cup of Darts doen landen mee vertegenwoordigd door twee spelers die het hoogst genoteerd staan op de PDC Order of Merit. Er wordt zowel in koppels als singles gespeeld.
| Aantal: | Dartteam:     | Jaar:                        |
| ------- | ------------- | ---------------------------- |
| 5       | Engeland      | 2012, 2013, 2015, 2016, 2024 |
| 4       | Nederland     | 2010, 2014, 2017, 2018       |
| 2       | Schotland     | 2019, 2021                   |
| 2       | Wales         | 2020, 2023                   |
| 1       | Australië     | 2022                         |
| 1       | Noord-Ierland | 2025                         |

### World Grand Prix
De World Grand Prix verving het World Pairs toernooi in 1998. Tot 1999 werd het toernooi georganiseerd in de Casino Rooms in Rochester. In 2000 werd het toernooi eenmalig georganiseerd in Rosslare. Vanaf 2001 tot op heden wordt het toernooi jaarlijks georganiseerd in het CityWest Hotel in Dublin, Ierland. In 2020 en 2021 werd het toernooi echter op andere locaties gespeeld vanwege de coronacrisis. In 2020 werd het gehouden in de Ricoh Arena in Coventry en in 2021 in de Morningside Arena in Leicester omdat het Citywest Hotel in Dublin niet kon worden gebruikt vanwege de zorgverlening tijdens de coronacrisis. Het toernooi start op de eerste zondag van oktober, duurt tot en met de zaterdag daaropvolgend en staat alleen open voor de beste zestien spelers van de PDC Order of Merit alsook van de PDC Pro Tour Order of Merit (zowel Player Championship als European Tour Order of Merit). In tegenstelling tot het gebruikelijke 501-spel kent de World Grand Prix een alternatief spelconcept. De deelnemers dienen iedere leg te openen en te beëindigen met een dubbel (of bull's eye); zo kan het dus voorkomen dat een speler een leg uitgooit zonder dat de tegenstander eraan is begonnen.
| Aantal: | Darter:            | Jaar:                                                     |
| ------- | ------------------ | --------------------------------------------------------- |
| 11      | Phil Taylor        | 1998–2000, 2002, 2003, 2005, 2006, 2008, 2009, 2011, 2013 |
| 6       | Michael van Gerwen | 2012, 2014, 2016, 2018, 2019, 2022                        |
| 2       | James Wade         | 2007, 2010                                                |
| 1       | Alan Warriner      | 2001                                                      |
| 1       | Colin Lloyd        | 2004                                                      |
| 1       | Robert Thornton    | 2015                                                      |
| 1       | Daryl Gurney       | 2017                                                      |
| 1       | Gerwyn Price       | 2020                                                      |
| 1       | Jonny Clayton      | 2021                                                      |
| 1       | Luke Humphries     | 2023                                                      |
| 1       | Mike De Decker     | 2024                                                      |

### European Championship
Het European Darts Championship is een toernooi dat de topspelers in Europa de mogelijkheid geeft te spelen tegen de topspelers van de PDC Order of Merit. Het toernooi start en eindigt eind oktober. De ranglijst voor dit toernooi is gebaseerd op de PDC Pro Tour Order of Merit (European Tour Order of Merit) die wordt opgemaakt na afloop van de 13 gespeelde European Tour toernooien als onderdeel van de PDC Pro Tour. Het EK Darts is in 2008 opgericht en heeft een prijzenpot van £500.000,-.
| Aantal: | Darter:            | Jaar:      |
| ------- | ------------------ | ---------- |
| 4       | Phil Taylor        | 2008–2011  |
| 4       | Michael van Gerwen | 2014–2017  |
| 2       | Rob Cross          | 2019, 2021 |
| 2       | Peter Wright       | 2020, 2023 |
| 1       | Simon Whitlock     | 2012       |
| 1       | Adrian Lewis       | 2013       |
| 1       | James Wade         | 2018       |
| 1       | Ross Smith         | 2022       |
| 1       | Ritchie Edhouse    | 2024       |

### World Series of Darts
De World Series of Darts is een serie van toernooien opgezet in 2013 waarbij men op verschillende continenten speelt. Deze toernooien tellen niet mee voor de PDC Order of Merit. Ze worden jaarlijks gehouden in de maanden juli en augustus. Het deelnemersveld bestaat doorgaans uit acht PDC invitatiespelers die hoog, dan wel niet het hoogst, genoteerd staan op de PDC Order of Merit en de acht hoogste, gerangschikte spelers, Pro Tour Card Holders en/of qualifiers betreffende het continent (of land) waar zal worden gespeeld. De acht spelers die in de serie het best hebben gepresteerd, zijn automatisch geplaatst voor de World Series of Darts Finals, dat later in het jaar zal worden gespeeld. Sinds 2013 bestaan de World Series of Darts uit de volgende toernooien:
2013:
- Dubai | Sydney

2014:
- Dubai | Singapore | Perth | Sydney

2015:
- Dubai | Japan | Perth | Sydney | Auckland

2016:
- Dubai | Auckland | Shanghai | Tokyo | Sydney | Perth

2017:
- Dubai | Shanghai | US | Auckland | Melbourne | Perth | Duitsland

2018:
- Duitsland | US | Shanghai | Auckland | Melbourne | Brisbane

2019:
- US | Duitsland | Brisbane | Melbourne | Nieuw-Zeeland

2020:
- Niet gespeeld vanwege de coronacrisis.

2021:
- Kopenhagen

2022:
- New York | Kopenhagen | Amsterdam | Townsville | Wollongong | Hamilton

2023:
- Sakhir | Kopenhagen | New York | Warschau | Hamilton | Wollongong

2024:
- Sakhir | 's-Hertogenbosch | New York | Kopenhagen | Gliwice | Wollongong | Hamilton

2025:
- Sakhir | 's-Hertogenbosch | Kopenhagen | New York | Gliwice | Wollongong | Auckland

### World Series of Darts Finals
De World Series of Darts Finals is een invitatietoernooi van de Professional Darts Corporation. Het toernooi wordt jaarlijks gehouden in november en vond in 2019 plaats in het AFAS Live in Amsterdam, nadat het eerder had plaatsgevonden in Glasgow (2015-2017) en Wenen (2018). In 2020 vond het eindtoernooi plaats in september en werd gehouden in het Oostenrijkse Salzburg. Er zijn dat jaar geen World Series toernooien gespeeld vanwege de coronacrisis, alleen het eindtoernooi werd dus gespeeld. Het deelnemersveld van de World Series of Darts Finals bestaat uit de top-8 van de World Series of Darts ranking, zestien uitgenodigde spelers en vier qualifiers die zich plaatsen via een kwalificatietoernooi. Tot nu toe wisten enkel Michael van Gerwen (viermaal), James Wade (eenmaal) en Gerwyn Price (eenmaal) het toernooi te winnen.
| Aantal: | Darter:            | Jaar:                 |
| ------- | ------------------ | --------------------- |
| 5       | Michael van Gerwen | 2015–2017, 2019, 2023 |
| 2       | Gerwyn Price       | 2020, 2022            |
| 1       | James Wade         | 2018                  |
| 1       | Jonny Clayton      | 2021                  |
| 1       | Luke Littler       | 2024                  |

### Grand Slam of Darts
De Grand Slam of Darts was het eerste toernooi in Engeland dat georganiseerd werd door twee verschillende organisaties, namelijk de PDC en de BDO. Sinds de BDO is opgeheven, ligt de organisatie van dit toernooi volledig in handen van de PDC. Spelers die de finales hebben bereikt van de door de PDC belangrijkste georganiseerde majortoernooien in de voorgaande 2 jaren worden uitgenodigd voor de Grand Slam of Darts. Dit toernooi kenmerkt zich doordat het hoofdtoernooi aanvangt met een groepsfase bestaande uit vier spelers. Daarna volgt een knock-outfase die wordt afgesloten met een finale. Het toernooi duurt 9 dagen en start en eindigt half november.
| aantal: | Darter:               | jaar:                       |
| ------- | --------------------- | --------------------------- |
| 6       | Phil Taylor           | 2007–2009, 2011, 2013, 2014 |
| 3       | Michael van Gerwen    | 2015-2017                   |
| 3       | Gerwyn Price          | 2018, 2019, 2021            |
| 1       | Scott Waites          | 2010                        |
| 1       | Raymond van Barneveld | 2012                        |
| 1       | José de Sousa         | 2020                        |
| 1       | Michael Smith         | 2022                        |
| 1       | Luke Humphries        | 2023                        |
| 1       | Luke Littler          | 2024                        |

### Players Championship Finals
De Players Championship Finals is opgericht in 2009. Het toernooi start en eindigt half november. De top-64 van de PDC Pro Tour Order of Merit (Players Championship Order of Merit) nemen deel aan dit 3-daagse toernooi dat wordt georganiseerd in november, een maand voorafgaand aan de PDC World Darts Championship.
| aantal: | Darter:            | jaar:                            |
| ------- | ------------------ | -------------------------------- |
| 7       | Michael van Gerwen | 2013, 2015-2017, 2019-2020, 2022 |
| 3       | Phil Taylor        | 2009, 2011, 2012                 |
| 2       | Luke Humphries     | 2023, 2024                       |
| 1       | Paul Nicholson     | 2010                             |
| 1       | Kevin Painter      | 2011                             |
| 1       | Gary Anderson      | 2014                             |
| 1       | Daryl Gurney       | 2018                             |
| 1       | Peter Wright       | 2021                             |

### PDC World Youth Championship
Het PDC World Youth Championship is een toernooi van de PDC dat is opgericht in 2010. Aan het toernooi mogen spelers van 16-23 jaar meedoen. De finale van het toernooi wordt traditiegetrouw gehouden tussen de halve finale en de finale van de Players Championship Finals. De winnaar van het World Youth Championship krijgt een bedrag van £10.000,-.
| Aantal: | Darter:               | Jaar:      |
| ------- | --------------------- | ---------- |
| 2       | Dimitri Van den Bergh | 2017, 2018 |
| 1       | Arron Monk            | 2011       |
| 1       | James Hubbard         | 2012       |
| 1       | Michael Smith         | 2013       |
| 1       | Keegan Brown          | 2014       |
| 1       | Max Hopp              | 2015       |
| 1       | Corey Cadby           | 2016       |
| 1       | Luke Humphries        | 2019       |
| 1       | Bradley Brooks        | 2020       |
| 1       | Ted Evetts            | 2021       |
| 1       | Josh Rock             | 2022       |
| 1       | Luke Littler          | 2023       |
| 1       | Gian van Veen         | 2024       |

## Overige toernooien

### PDC Pro Tour
De PDC Pro Tour bestaat uit verschillende series van toernooien die niet op televisie worden uitgezonden, namelijk de Professional Dart Players Organisation (PDPA) Players Championships en de European Tour events. Het verdiende prijzengeld op deze toernooien telt zowel mee voor de algemene PDC Order of Merit als voor de ProTour Order of Merit, een speciale ranking die over één jaar loopt en enkel op de Pro Tour toernooien gebaseerd is. Sinds 2011 moeten spelers een Pro Tour Card verdienen om op de Pro Tour te kunnen spelen.

### PDC Home Tour
De PDC Home Tour werd in 2020 het leven ingeroepen, omdat er vanwege de coronapandemie geen wedstrijden mochten plaatsvinden gedurende een deel van het jaar. De darters speelden vanuit huis tegen elkaar. Via een livestream werden de beelden uitgezonden. Kijkers hadden wel een account nodig bij PDC-TV om de beelden gratis te kunnen bekijken.

## Opgeheven toernooien

### Champions League of Darts
De Champions League of Darts is een toernooi van de PDC dat is opgericht in 2016. Het toernooi start en eindigt half september. Aan het toernooi doet de top-8 van de PDC Order of Merit mee. Zij worden bij aanvang ingedeeld in een van de twee groepen die elk uit vier spelers bestaan. Na drie onderlinge wedstrijden te hebben gespeeld gaan de beste twee spelers van elke groep door naar de halve finale waarna middels een knock-out systeem de winnaar wordt bepaald. In 2020 werd het toernooi niet gespeeld vanwege de coronacrisis.
| Aantal: | Darter:            | Jaar: |
| ------- | ------------------ | ----- |
| 1       | Phil Taylor        | 2016  |
| 1       | Mensur Suljović    | 2017  |
| 1       | Gary Anderson      | 2018  |
| 1       | Michael van Gerwen | 2019  |

### Las Vegas Desert Classic
In 2009 werd de Las Vegas Desert Classic opgeheven. Het toernooi werd jaarlijks in juli georganiseerd in Las Vegas.
| Aantal: | Darter:               | Jaar:                      |
| ------- | --------------------- | -------------------------- |
| 5       | Phil Taylor           | 2002, 2004-2005, 2008-2009 |
| 1       | Peter Manley          | 2003                       |
| 1       | John Part             | 2006                       |
| 1       | Raymond van Barneveld | 2007                       |

### PDC Unicorn Women’s World Championship
De PDC Unicorn Women’s World Championship was een toernooi waaraan vrouwelijke spelers van de BDO en PDC aan konden deelnemen. In 2010 werd de eerste en enige editie gehouden van het toernooi.
- 1 Stacy Bromberg (2010)

### US Open
De US Open was een toernooi dat opgericht werd in 2007. Het kampioenschap verving de World Series of Darts (WSD) dat maar één jaar bestond vanwege slechte kijkcijfers op ESPN. De eerste US Open werd gehouden in het Mohegan Sun Casino Resort in Connecticut, waar ook de World Series of Darts in 2006 gehouden werd. In 2010 werd de US Open voor het laatst georganiseerd.
| Aantal: | Darter:          | Jaar:           |
| ------- | ---------------- | --------------- |
| 3       | Phil Taylor      | 2007-2008, 2010 |
| 1       | Dennis Priestley | 2009            |

### Championship League Darts
De Championship League Darts werd opgericht in 2008. Het toernooi gaf spelers die op dat ogenblik niet in de top 8 van de PDC Order of Merit stonden de mogelijkheid om er toch aan mee te doen en was het eerste toernooi dat alleen werd uitgezonden op internet. Na zes edities hield het ook op te bestaan.
| Aantal: | Darter:       | Jaar:           |
| ------- | ------------- | --------------- |
| 4       | Phil Taylor   | 2008, 2011-2013 |
| 1       | Colin Osborne | 2009            |
| 1       | James Wade    | 2010            |